# Aspidophorodon indicum
Aspidophorodon indicum (лат.) — вид тлей рода Aspidophorodon из подсемейства Aphidinae. Эндемики Индии (Химачал-Прадеш, Уттар-Прадеш).

## Описание
Мелкие насекомые, длина 1,2—2,5 мм. Бескрылые формы аптерии узкотелые, бледно-зеленые или бледно-коричневые с темно-зеленой жилкой. Весной отмечены на Cotoneaster obtusus (= bacillaris), питающемся по основным жилкам на верхней стороне молодых листьев; голоциклические формы, мигрирующие в апреле-мае на растения рода Лапчатка Potentilla. На северо-западе Индии (Химачал-Прадеш, Уттар-Прадеш).
Вид был впервые описан в 1972 году по типовым материалам из Индии под названием Eoessigia indica. Голова с тремя отростками на лбу; дорзум тела разнообразно украшен морщинками, неправильной полигональной сетчатостью, овальными или полукруглыми скульптурными линиями, мелкими сосочковидными бугорками; трубочки длинные и ложковидные, широкие в основании, слегка вздутые дистально, без фланца.